# Joan Chen
Joan Chong Chen (chiń. upr. 陈冲; chiń. trad. 陳冲; pinyin Chén Chōng; ur. 26 kwietnia 1961 w Szanghaju w Chinach) – chińska i amerykańska aktorka, reżyserka, scenarzysta i producentka.

## Życiorys
Urodziła się w rodzinie o tradycjach farmaceutycznych. Miała zdolności strzeleckie. „Odkryta” w wieku 14 lat na szkolnej strzelnicy przez Jiang Qing, żonę Mao Zedonga. W 1975 została wybrana do aktorskiego programu treningowego, organizowanego przez Studio Filmowe w Szanghaju. Zadebiutowała w 1977 w filmie Qingchun Xie Jina. W wieku 17 lat rozpoczęła studia anglistyczne na Shanghai International Studies University.
W wieku 20 lat wyjechała do Stanów Zjednoczonych, gdzie rozpoczęła studia filmowe na California State University. Jej pierwszym hollywoodzkim filmem był Tai-Pan (1986). Rola ta spotkała się ze sporą krytyką; otrzymała za nią dwie nominacje do Złotych Malin.
W 1998 wyreżyserowała dramat Xiu Xiu, który startował w konkursie głównym na 48. MFF w Berlinie. Chen zasiadała w jury konkursu głównego na 71. MFF w Wenecji (2014). 
Dwukrotnie zamężna, po raz pierwszy z aktorem Jimmym Lau (1985–1990), po raz drugi z kardiologiem Peterem Hui (od 18 stycznia 1992). Z drugiego małżeństwa ma dwie córki.

## Filmografia

### Aktorka
- 1977: Qingchun
- 1986: Tai-Pan
- 1987: Ostatni cesarz
- 1989: Krew bohaterów
- 1990–1991: Miasteczko Twin Peaks
- 1991: Obroża
- 1994: Na zabójczej ziemi
- 1995: Sędzia Dredd
- 1999: Krwawy deszcz
- 2011: Chiny 1911: Rewolucja (Xinhai geming)
- 2014-2016: Marco Polo
- 2017: Twin Peaks

### Reżyserka
- 1998: Xiu Xiu
- 2000: Miłość w Nowym Jorku